# Nazaré (Tocantins)
Nazaré is een gemeente in de Braziliaanse deelstaat Tocantins. De gemeente telt 4.596 inwoners (schatting 2009).